# تلفريك

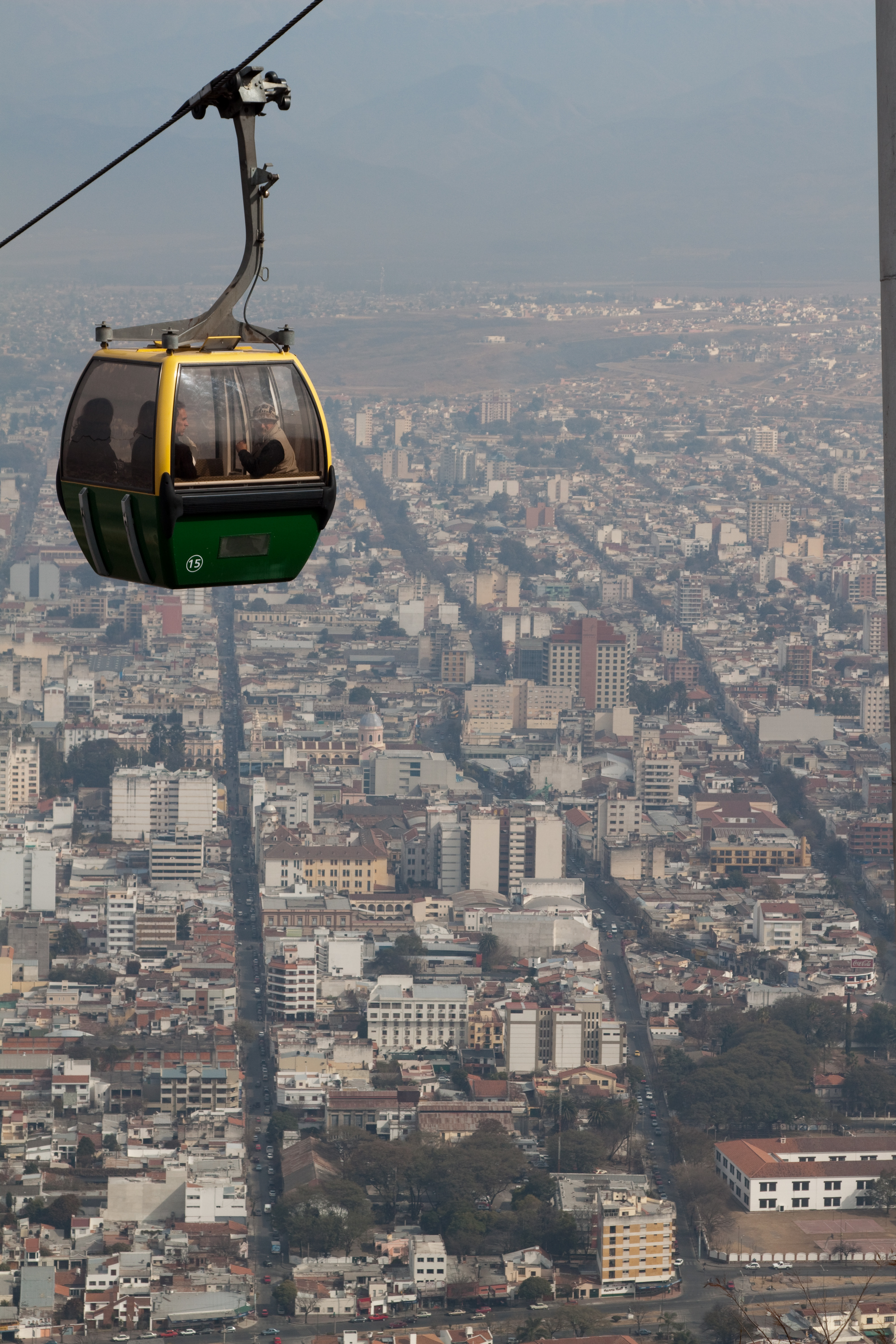
قاطرة معلقة.

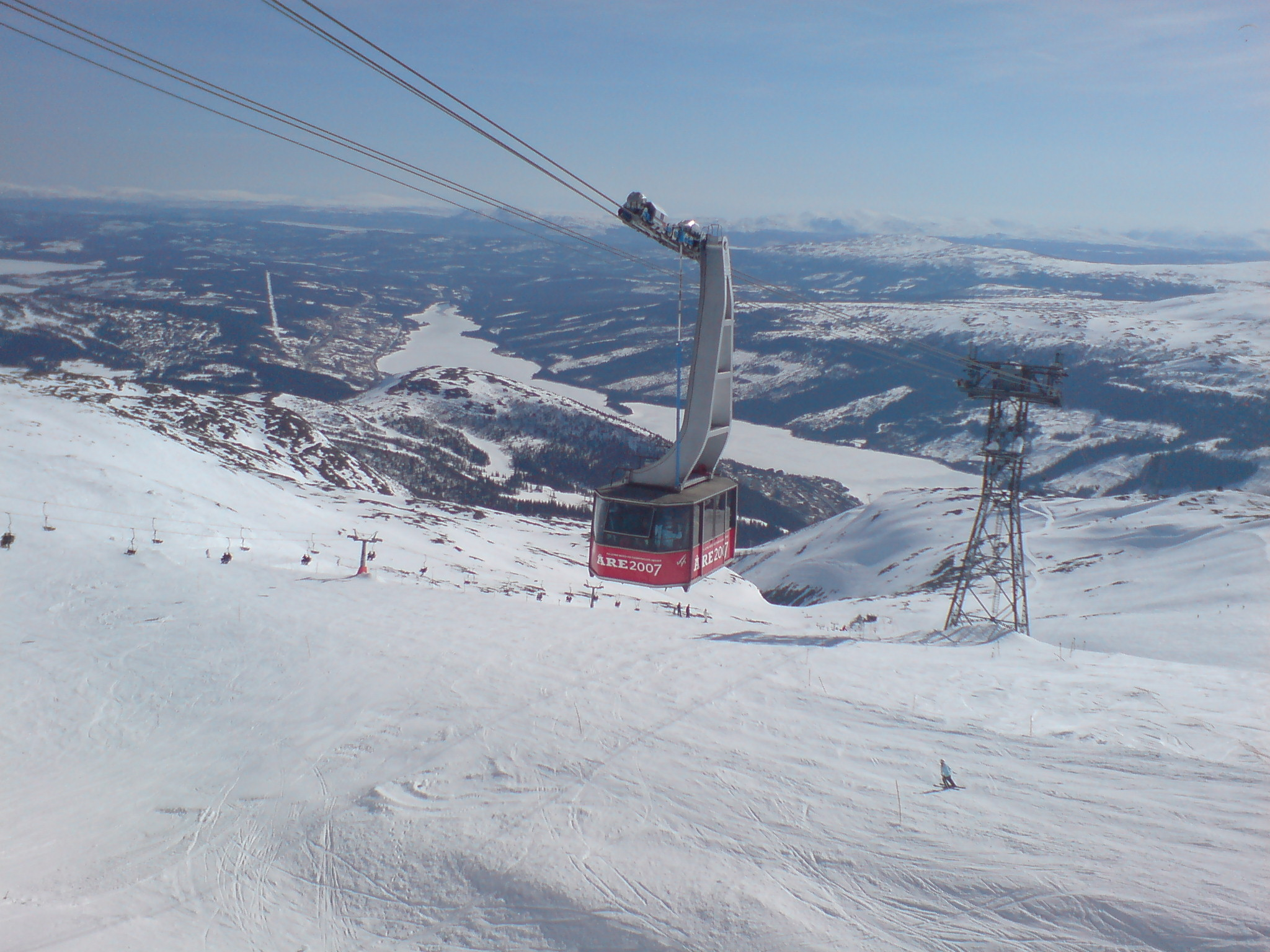
تلفريك في السويد.

القاطرة المعلقة ويشيع تستميتها بـ «تلفريك» وهي وسيلة النقل تعمل بالكهرباء، وتظهر أهميته في المناطق الوعرة التي تكثر فيها الجبال والمرتفعات، وذلك لأنه يسهل ربط المدن ببعضها والمناطق التي تفصلها الجبال ويتعذر على أي وسيلة مواصلات أخرى التواصل بينهم. وتسخدم أيضا كوسيلة للترفيه، ومشاهدة المناظر الطبيعية وخصوصًا الثلج كما تكمن أهميته في نقل البريد والأدوات البسيطة من مكان إلى آخر.

## ماهيته
يتكون من واحد أو اثنين من الكابلات الثابتة، وكابينة يختلف حجمها باختلاف الغرض من انشائه ومحول كهربائي موصول بالكابينة التي تتحرك صعودا وهبوطاومحطات توقف بين طرفي المسار.

## أهم الدول المستخدمة
تشتهر منطقة جبال الألب باستخدام كبير للتلفريك وبشكل عام تستخدمه العديد من دول أوروبا الغربية مثل:
- سويسرا
- فرنسا
- ألمانيا
- إيطاليا
- إسبانيا
- النمسا
- السويد

إضافة إلى العديد من الدول الأخرى حول العالم كالجزائر الولايات المتحدة الأمريكية وأرمينيا وكازاخستان وتشيلي والعراق ولبنان وكذلك في المملكة العربية السعودية حيث كان هدفها تسهيل نقل الحجاج من الطائف إلى مكة.